# Rangers FC
Rangers F.C. (často chybně uváděno jako Glasgow Rangers) je skotský fotbalový klub sídlící ve městě Glasgow. Momentálně působí ve Scottish Premiership, tedy v nejvyšší skotské lize. Jeho domovským stadionem je Ibrox Stadium, který stojí na jihozápadě města Glasgow. Ten je jedním z pětihvězdičkových stadionů podle UEFA a s kapacitou 50 817 může hostit vrcholné akce UEFA. Klub byl založen roku 1872 a patří mezi nejstarší fotbalové kluby světa. Od svého vzniku až do konce sezony 2011/12 působil v nejvyšší ligové soutěži Scottish Premier League (dnes Scottish Premiership).
V roce 2012 vedení The Rangers Football Club Plc, vlastníka klubu, podalo návrh na insolvenci, jako důvod uvedli neschopnost plnit své finanční závazky. Veškeré součásti firmy, včetně Rangers FC, byly jako součást očištění od dluhů transformovány a převedeny na novou společnost. Ta klub na startu sezony 2012/13 přihlásila do Scottish Football League Third Division, čili čtvrté nejvyšší skotské ligové soutěže. Klub skončil na prvním místě a postoupil do vyšší soutěže. Stejně tak o sezónu později i ve 3. lize. V sezóně 2014/15 se ve 2. lize umístil na třetí pozici, tj. nepostoupil přímo, ale čekala ho baráž o postup. Tu prohrál, takže návrat mezi skotskou elitu se podařil až v sezóně 2015/16, kdy druhou ligu vyhrál.
Klub v roce 2012 oslavil výročí 140 let a během své dlouhé historie zaznamenal řadu úspěchů. Ve Scottish Premier League (dnes Scottish Premiership) získal 55 titulů a drží světový rekord. Zároveň 33× triumfoval ve Skotském poháru a 27× ve Skotském ligovém poháru. Nikdo nezískal během jedné sezony všechny tři trofeje častěji než Rangers FC. V sezoně 1971/72 triumfoval v Poháru vítězů pohárů.
Původně protestantský klub má dnes své příznivce i z řad jiných náboženství, nicméně rivalita s městským rivalem Celtic Glasgow, který je založen katolíky, zůstává. Příznivci Rangers také více tíhnou k unionismu, zatímco příznivci Celticu k nezávislé republice.
Jejich vzájemná utkání se přezdívají Old Firm. Ačkoli je klub lépe znám pod názvem Glasgow Rangers, jeho jméno oficiálně zní Rangers F.C. Spojení slova Rangers (z anglického překladu Jezdci) s jménem města bylo a je používáno kvůli rozlišení od anglického klubu Queens Park Rangers FC

## Historie

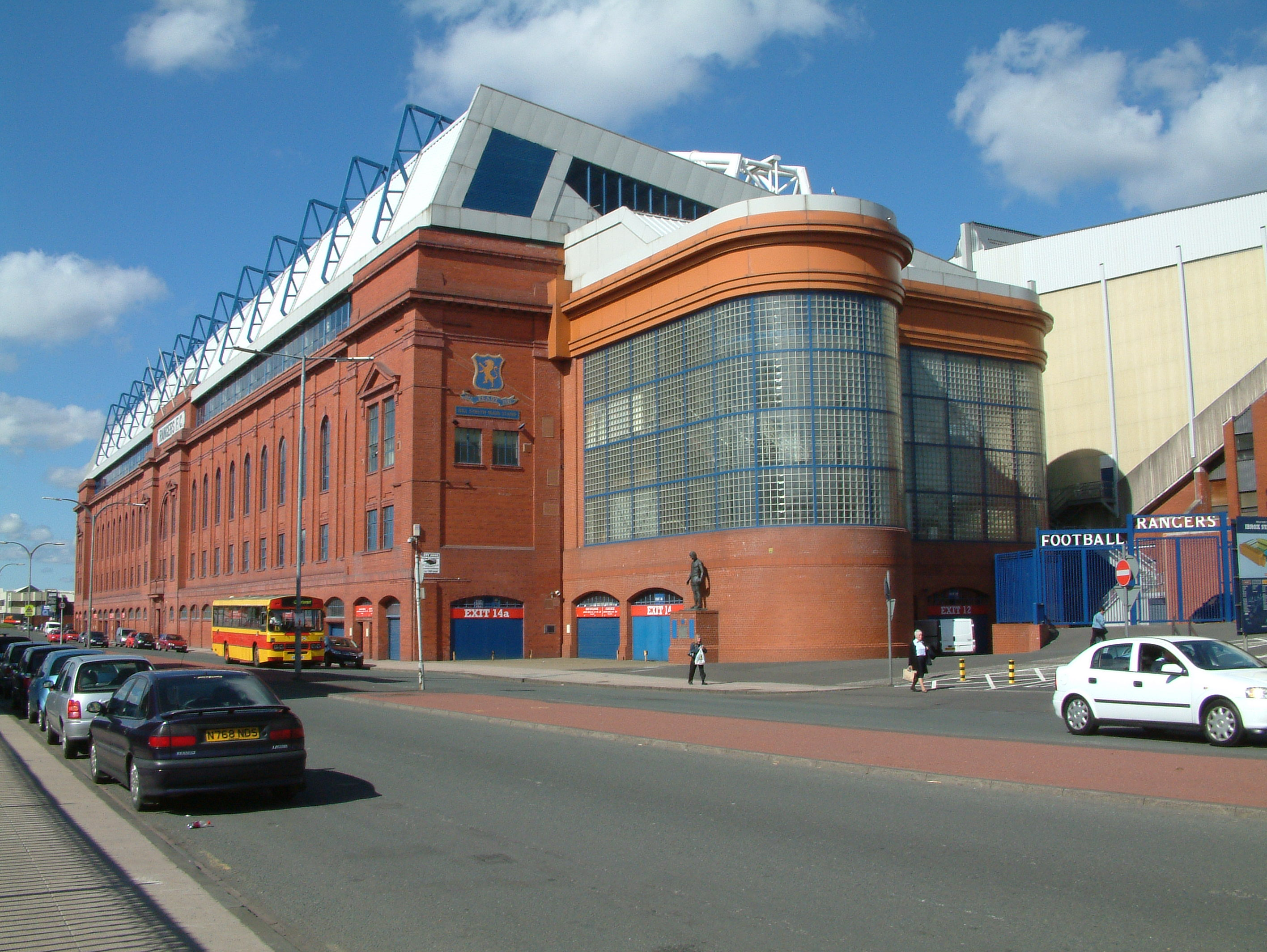
Stadion Rangers FC, Ibrox

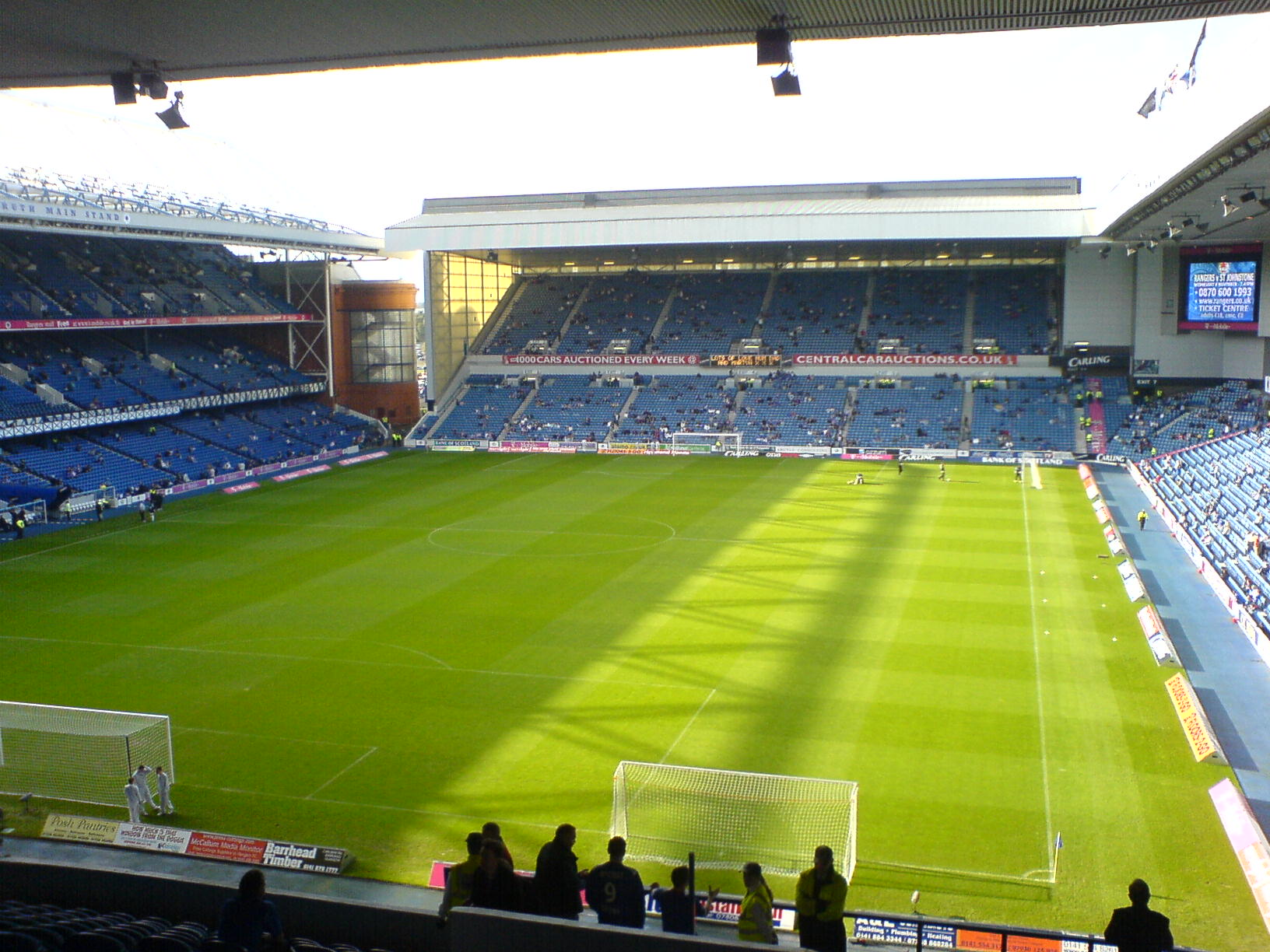
Interiér stadionu

Vznik klubu se datuje do roku 1872, kdy jeho základy položila čtveřice fotbalových nadšenců: Peter Campbell, William McBeath, Peter McNeil a jeho bratr Moses McNeil.
V květnu toho roku se odehrálo první utkání, při kterém byl zdolán první soupeř – tým Clyde – poměrem 11:0. Roku 1888 se hráči Rangers 28. května utkali s tehdy nově založeným glasgowským týmem s názvem Celtic, čemuž bylo svědkem přibližně dva tisíce diváků.
Utkání se neslo v přátelském duchu a skončilo vítězstvím Celticu 5:2 nad Rangers, ti nicméně nenastoupili v nejsilnějším složení.
V roce 1880 byla založena skotská fotbalová ligová soutěž, jíž tvořilo 10 týmů včetně Rangers, Celticu a Dumbartonu (z města Dumbartonu), který v premiérové sezóně skončil na děleném prvním místě spolu s Rangers. Mistrovský titul tak získaly oba týmy.
Záhy se objevily týmy Celticu a Hearts a souboj o trofeje se tak stal vyrovnaným.
Na přelomu století, konkrétně v roce 1899, prošel rekonstrukcí dodnes stojící stadion na Ibroxu. V roce 1902 se zřítila jedna z tribun a tato tragédie si vyžádala 25 lidských životů.
Tou dobou se Rangers – už společně se Celticem známí jako Old Firm – vrátili na vrchol a pod prvním koučem Williamem Wintonem získali čtyři tituly za sebou. Dominantními Rangers zůstali i pod jeho následníkem Billem Struthem a do začátku druhé světové války přibylo dalších 14 titulů mistra. Domácí ligové derby Old Firm se Celticem hraném v lednu 1939 pojalo 118 597 diváků a tato návštěvnost v rámci ligy zůstává rekordní i v 21. století.
Válka klub výrazně nepoznamenala a roku 1961 se Rangers stali prvním britským mužstvem ve finále evropského poháru. Klíčové klání o trofej z Poháru vítězů pohárů však skotští fotbalisté okolo Jima Baxtera nezvládli a museli se po porážce 1:4 sklonit před Fiorentinou.
Nepředvídatelnost derby se ukázala ve finálovém utkání se Celticem v ligovém poháru roku 1957. Glasgow šel do utkání jako skotský mistr, oproti tomu jeho soupeř prožíval období bez trofejí. Přesto Celtic oslavil výhru 7:1, následně označenou v tisku The Sunday Post jako „Říjnová revoluce“.
Během následujících roků se výkonnostně zvedl městský rival Celtic a ovládl domácí scénu a nejen ji. U Rangers bylo počínaje ročníkem 1967/68 u konce dlouholeté vedení mužstva Scotem Symonem.
Symon během 13 let šestkrát ovládl ligu, pětkrát domácí pohár, čtyřikrát ligový pohár a dvakrát dokráčel do evropského finále. Nástupcem se mu stal 34letý Davie White, po dobu půl roku Symonův asistent. Spoléhajíc na fotbalisty jako byli John Greig, Willie Henderson, Sandy Jardine nebo Ronnie McKinnon, tým úvodních devět utkání pod Whitem v lize vyhrál a zůstal neporažen do posledního kola, kdy byl přemožen Aberdeenem. Přesto tým skončil dva body za rivalem Celticem. Ve čtvrtfinále Poháru veletržních měst neuspěl proti Leeds United, pozdějšímu vítězi. Mužstvo posílili záložník Alex MacDonald, Alex Ferguson a útočník Colin Stein, který měl nahradit hlavního střelce z poslední sezóny. Cesta Pohárem veletržních měst v ročníku 1968/69 tentokráte skončila semifinálem s Newcastlem, rovněž jeho následným vítězem. Skotskou ligu počtvrté v řadě ovládl Celtic a jeho pozice hegemona ještě řad roků pokračovala. Oba týmy se navíc střetly ve finále skotského poháru za účasti takřka 133 tisíc diváků.
Celtic získal trofej vítězstvím 4:0. Davie White byl po dvou prohrách a následném vyřazení Górnikem Zabrze (později poražený finalista) v Poháru vítězů pohárů odvolán z funkce a stal se tak prvním trenérem Rangers bez trofeje.
Rangers se podařilo navázat na evropské finále výhrou Poháru vítězů pohárů v ročníku 1971/72 nad Dynamem Moskva. Situace se začala obracet až závěrem 80. let. V roce 1971 se ovšem odehrála další tragédie a vyžádala si 66 lidských životů.
Roku 1980 se udál jiný incident, když příznivci obou týmů vběhli na hřiště a začali se vzájemně rvát. Jejich tehdejší počet se odhaduje na devět tisíc.
Roku 1983 zaznamenali Rangers svou nejvyšší výhru na evropské scéně, když porazili 10:0 maltskou Vallettu.

## Insolvence v roce 2012
V roce 2012 se na veřejnost dostala informace, že klub sám požádal o vstup do tzv. nucené správy, a to kvůli dluhům, které se dle dostupných informací mohly vyšplhat až do výše 46 milionů liber (cca 1,5 miliardy Kč). Díky tomuto kroku bylo klubu odečteno dle platných pravidel 10 bodů.
Rangers se pokusil zachránit ředitel klubu Charles Green tím, že založil úplně nový subjekt The Rangers FC. Tento pokus však neuspěl a proto došlo k hlasování ostatních klubů Scottish Premier League. V tomto hlasování bylo jednoznačně potvrzeno, že se (od nové sezony 2012/13) nástupce slavného klubu z Glasgow nebude moci účastnit nejvyšší soutěže a nastoupí jen do čtvrté nejvyšší soutěže.

## Úspěchy

### Domácí
- Scottish Premier League (55×)
  - 1890/91, 1898/99, 1899/00, 1900/01, 1901/02, 1910/11, 1911/12, 1912/13, 1917/18, 1919/20, 1920/21, 1922/23, 1923/24, 1924/25, 1926/27, 1927/28, 1928/29, 1929/30, 1930/31, 1932/33, 1933/34, 1934/35, 1936/37, 1938/39, 1946/47, 1948/49, 1949/50, 1952/53, 1955/56, 1956/57, 1958/59, 1960/61, 1962/63, 1963/64, 1974/75, 1975/76, 1977/78, 1986/87, 1988/89, 1989/90, 1990/91, 1991/92, 1992/93, 1993/94, 1994/95, 1995/96, 1996/97, 1998/99, 1999/00, 2002/03, 2004/05, 2008/09, 2009/10, 2010/11, 2020/21
- Scottish Championship (1×)
  - 2015/16
- Scottish League One (1×)
  - 2013/14
- Scottish Third Division (1×)
  - 2012/13
- Scottish Cup (33×)
  - 1894, 1897, 1898, 1903, 1928, 1930, 1932, 1934, 1935, 1936, 1948, 1949, 1950, 1953, 1960, 1962, 1963, 1964, 1966, 1973, 1976, 1978, 1979, 1981, 1992, 1993, 1996, 1999, 2000, 2002, 2003, 2008, 2009
- Scottish League Cup (27×)
  - 1947, 1949, 1961, 1962, 1964, 1965, 1971, 1976, 1978, 1979, 1982, 1984, 1985, 1987, 1988, 1989, 1991, 1993, 1994, 1997, 1999, 2002, 2003, 2005, 2008, 2010, 2011

### Evropa
- Pohár vítězů pohárů (1×)
  - 1971/72

## Hráči

### Soupiska
Aktuální k datu: 31. srpna 2023

Pozn.: Vlajky znamenají příslušnost k národnímu týmu, jak ji definují pravidla FIFA. Obecně mohou hráči mít i více občanství souběžně.
| Číslo |            | Pozice | Hráč                                |
| ----- | ---------- | ------ | ----------------------------------- |
| 1     | Anglie     | B      | Jack Butland                        |
| 2     | Anglie     | O      | James Tavernier (kapitán)           |
| 3     | Turecko    | O      | Rıdvan Yılmaz                       |
| 4     | Anglie     | Z      | John Lundstram                      |
| 5     | Skotsko    | O      | John Souttar                        |
| 6     | Anglie     | O      | Connor Goldson                      |
| 8     | Skotsko    | Z      | Ryan Jack                           |
| 9     | Nigérie    | Ú      | Cyriel Dessers                      |
| 11    | Wales      | Ú      | Tom Lawrence                        |
| 13    | Anglie     | Z      | Todd Cantwell                       |
| 14    | Nizozemsko | Ú      | Sam Lammers                         |
| 15    | Ekvádor    | Z      | José Cifuentes                      |
| 17    | Wales      | Ú      | Rabbi Matondo                       |
| 19    | Senegal    | Ú      | Abdallah Sima (hostuje z Brightonu) |

| Číslo |            | Pozice | Hráč           |
| ----- | ---------- | ------ | -------------- |
| 20    | Anglie     | Z      | Kieran Dowell  |
| 21    | Anglie     | O      | Dujon Sterling |
| 23    | Skotsko    | Ú      | Scott Wright   |
| 25    | Jamajka    | Ú      | Kemar Roofe    |
| 26    | Anglie     | O      | Ben Davies     |
| 27    | Nigérie    | O      | Leon Balogun   |
| 28    | Skotsko    | B      | Robby McCrorie |
| 31    | Chorvatsko | O      | Borna Barišić  |
| 32    | Skotsko    | B      | Kieran Wright  |
| 33    | Skotsko    | B      | Jon McLaughlin |
| 38    | Skotsko    | O      | Leon King      |
| 43    | Belgie     | Z      | Nicolas Raskin |
| 44    | Skotsko    | O      | Adam Devine    |
| 99    | Brazílie   | Ú      | Danilo         |

## Manažeři (trenéři) klubu
| Jméno           | Období    | Bilance | Bilance | Bilance | Bilance | Bilance |
|                 |           | Z       | V       | R       | P       | %       |
| --------------- | --------- | ------- | ------- | ------- | ------- | ------- |
| William Wilton  | 1899–1920 | 722     | 475     | 118     | 129     | 65,78   |
| Bill Struth     | 1920–1954 | 1 179   | 788     | 228     | 163     | 66,83   |
| Scott Symon     | 1954–1967 | 681     | 445     | 114     | 122     | 65,34   |
| David White     | 1967–1969 | 114     | 73      | 19      | 22      | 64,03   |
| William Waddell | 1969–1972 | 130     | 73      | 25      | 32      | 56,49   |
| Jock Wallace    | 1972–1978 | 308     | 201     | 56      | 51      | 65,25   |
| John Greig      | 1978–1983 | 288     | 150     | 71      | 67      | 52,08   |
| Jock Wallace    | 1983–1986 | 124     | 55      | 36      | 33      | 43,65   |
| Graeme Souness  | 1986–1991 | 257     | 165     | 49      | 43      | 64,20   |
| Walter Smith    | 1991–1998 | 266     | 169     | 49      | 48      | 63,53   |
| Dick Advocaat   | 1998–2001 | 194     | 131     | 33      | 30      | 67,53   |
| Alex McLeish    | 2001–2006 | 235     | 155     | 44      | 36      | 65,96   |
| Paul Le Guen    | 2006–2007 | 31      | 16      | 8       | 7       | 51,61   |
| Walter Smith    | 2007–2011 | 254     | 154     | 53      | 38      | 62,86   |
| Ally McCoist    | 2011–2014 | 167     | 121     | 22      | 24      | 72,46   |
| Mark Warburton  | 2015–2017 | 82      | 54      | 15      | 13      | 65,85   |
| Pedro Caixinha  | 2017      | 26      | 14      | 5       | 7       | 53,85   |
| Graeme Murty    | 2017-2018 | 29      | 18      | 2       | 9       | 62,07   |
| Steven Gerrard  | 2018-2021 | 17      | 9       | 7       | 1       | 52,94   |

## Klubové rekordy
Zaznamenána nejvyšší návštěvnost
143,570 vs Hibernian FC, 27. března 1948
Nejvyšší návštěva diváků na utkání:
118,567 .vs. Celtic FC, 2 Leden 1939
Nejúspěšnějším zápas:
14-2 vs Whitehill FC, 29 Září 1883
14-2 vs Blairgowrie FC, 20 leden 1934
Nejvyšší ligová výhra:
10-0 .vs. Hibernian FC, 24 Prosinec 1898
10-2 .vs. Raith Rovers FC, 16 Prosinec 1967
Největší prohra:
2-10 .vs. Airdrieonians FC, 6 Únor 1886
Největší ligová prohra:
0-6 Dumbarton FC, 4 Květen 1892
Nejvyšší počet odehraných utkání:
John Greig, 755, 1960-1978
Nejvyšší počet odehraných ligových utkání:
Sandy Archibald, 513, 1917-1934
Nejvyšší počet odehraných pohárových utkání ve Skotském poháru:
Alec Smith, 74
Nejvyšší počet odehraných utkání v ligovém poháru:
John Greig, 121
Nejvyšší počet odehraných utkání v evropských pohárech:
John Greig, 64
Nejlepší střelec:
Ally McCoist, 355 gólů, 1983-1998
Nejvíce branek za sezónu:
Sam English, 44 gólů, 1931/1932
Nejlepší ligový střelec:
Ally McCoist, 251 gólů
Nejlepší střelec ve Skotském poháru:
Jimmy Fleming, 44 gólů
Nejlepší střelec v lgovém poháru:
Ally McCoist, 54 gólů
Nejlepší střelec v evropských pohárech:
Ally McCoist, 21 gólů
Nejvíce minut odchytaných bez inkasování:
Chris Woods, 1196 minut, 1986/87 (British record)
Nejvytíženější hráč v národním týmu:
Frank de Boer, 112 zápasů s Nizozemskem
Nejvyšší přestupová částka, odchod:
Giovanni van Bronckhorst, £8 500 000, Arsenal, 2001
Nejvyšší přestupová částka, příchod:
Tore André Flo, £12 500 000, Chelsea, 2000

## Rekordy

### Zápasy
| #  | Jméno            | Období              | Zápasy | Góly |
| -- | ---------------- | ------------------- | ------ | ---- |
| 1  | John Greig       | 1961–1978           | 755    | 120  |
| 2  | Sandy Jardine    | 1964–1982           | 674    | 77   |
| 3  | Ally McCoist     | 1983–1998           | 581    | 355  |
| 4  | Sandy Archibald  | 1917–1934           | 580    | 148  |
| 5  | Davie Meiklejohn | 1919–1936           | 563    | 46   |
| 6  | Dougie Gray      | 1925–1947           | 555    | 2    |
| 7  | Derek Johnstone  | 1970–1982 1985–1986 | 546    | 210  |
| 8  | Davie Cooper     | 1977–1989           | 540    | 75   |
| 9  | Peter McCloy     | 1970–1986           | 535    | 0    |
| 10 | Ian McColl       | 1945–1960           | 526    | 14   |

### Góly
| #  | Jméno           | Období              | Zápasy | Góly | Průměr |
| -- | --------------- | ------------------- | ------ | ---- | ------ |
| 1  | Ally McCoist    | 1983–1998           | 581    | 355  | 0,61   |
| 2  | Bob McPhail     | 1927–1940           | 408    | 261  | 0,64   |
| 3  | Jimmy Smith     | 1930–1946           | 259    | 249  | 0,96   |
| 4  | Jimmy Fleming   | 1925–1934           | 268    | 223  | 0,83   |
| 5  | Derek Johnstone | 1970–1982 1985–1986 | 546    | 210  | 0,38   |
| 6  | Ralph Brand     | 1954–1965           | 317    | 206  | 0,65   |
| 7  | Willie Reid     | 1909–1920           | 230    | 195  | 0,84   |
| 8  | Willie Thornton | 1936–1954           | 308    | 194  | 0,63   |
| 9  | RC Hamilton     | 1897–1908           | 209    | 184  | 0,88   |
| 10 | Andy Cunningham | 1914–1929           | 389    | 182  | 0,47   |

## Kapitáni
| Jméno            | Období                     |
| ---------------- | -------------------------- |
| Tom Vallance     | 1876-1882                  |
| David Mitchell   | 1882-1894                  |
| John McPherson   | 1894-1898                  |
| Robert Hamilton  | 1898-1906                  |
| Robert Campbell  | (Čtyři roky fra 1906-1916) |
| Tommy Cairns     | 1916-1926                  |
| Bert Manderson   | 1926-1927                  |
| Tommy Muirhead   | 1927-1930                  |
| David Meiklejohn | 1930-1938                  |
| Jimmy Simpson    | 1938-1940                  |
| Jock Shaw        | 1940-1957                  |
| George Young     | 1953-1957                  |
| Ian McColl       | 1957-1960                  |
| Eric Caldow      | 1960-1962                  |
| Bobby Shearer    | 1962-1965                  |
| John Greig       | 1965-1978                  |
| Derek Johnstone  | 1978-1983                  |
| John McClelland  | 1983-1984                  |

| Jméno            | Období    |
| ---------------- | --------- |
| Craig Paterson   | 1984-1986 |
| Terry Butcher    | 1986-1990 |
| Richard Gough    | 1990-1997 |
| Richard Gough    | 1997-1998 |
| Brian Laudrup    | 1997      |
| Lorenzo Amoruso  | 1998-2000 |
| Barry Ferguson   | 2000-2003 |
| Barry Ferguson   | 2005-2007 |
| Barry Ferguson   | 2007-2009 |
| Craig Moore      | 2003-2004 |
| Stefan Klos      | 2004-2005 |
| Gavin Rae        | 2007      |
| David Weir       | 2009-2012 |
| Steven Davis     | 2012      |
| Carlos Bocanegra | 2012      |
| Lee McCulloch    | 2012-2015 |
| Lee Wallace      | 2015–2018 |
| James Tavernier  | 2018–dnes |

## Nejlepší tým historie (1999)
| Goram Greig Butcher Gough Jardine Cooper Baxter Gascoigne Laudrup Hateley McCoist |

- Andy Goram
- John Greig – vyhrál hlasování pro historicky nejlepšího hráče Rangers
- Terry Butcher
- Richard Gough
- Sandy Jardine
- Davie Cooper
- Jim Baxter – třetí místo v hlasování pro historicky nejlepšího hráče Rangers
- Paul Gascoigne
- Brian Laudrup – nejlepší cizinec v Rangers
- Mark Hateley
- Ally McCoist – druhé místo v hlasování pro historicky nejlepšího hráče Rangers

## Významní hráči

### Skotská fotbalová síň slávy
Členy Skotské fotbalové síně slávy je 33 fotbalistů, který ve své kariéře hráli za Rangers.
- John Greig - uveden 2004
- Graeme Souness - uveden 2004
- Sir Alex Ferguson - uveden 2004
- Jim Baxter - uveden 2004
- Willie Woodburn - uveden 2004
- Alex McLeish - uveden 2005
- Willie Waddell - uveden 2005
- George Young - uveden 2005
- Alan Morton - uveden 2005
- Davie Cooper - uveden 2006
- Brian Laudrup - uveden 2006
- Sandy Jardine - uveden 2006
- Willie Henderson - uveden 2006
- Richard Gough - uveden 2006
- Walter Ferguson Smith - uveden 2007
- Ally McCoist - uveden 2007
- Eric Caldow - uveden 2007
- Derek Johnstone - uveden 2008
- Bill Struth - uveden 2008
- David Meiklejohn - uveden 2009
- Mo Johnston - uveden 2009
- Andy Goram - uveden 2010
- Robert Smyth McColl - uveden 2011
- Terry Butcher - uveden 2011
- Bob McPhail - uveden 2012
- Scot Symon - uveden 2013
- Davie Wilson - uveden 2014
- Bobby Brown - uveden 2015
- Jock Wallace - uveden 2016
- Archie Knox - uveden 2018
- Ian McMillan - uveden 2018
- Tommy McLean - uveden 2019
- Colin Stein - uveden 2019

### Čestný seznam skotské reprezentace
Skotský národní fotbalový tým zařazuje na čestný seznam takové hráče, kteří za Skotsko odehráli 50 a více mezinárodních zápasů. Tuto podmínku splňuje devět fotbalistů Rangers.
- David Weir - uveden 2006, 69 mezinárodních zápasů
- Kenny Miller - uveden 2010, 69 mezinárodních zápasů
- Christian Dailly - uveden 2003, 67 mezinárodních zápasů
- Richard Gough - uveden 1990, 61 mezinárodních zápasů
- Ally McCoist - uveden 1996, 61 mezinárodních zápasů
- George Young - uveden 1956, 54 mezinárodních zápasů
- Graeme Souness - uveden 1985, 54 mezinárodních zápasů
- Colin Hendry - uveden 2001, 51 mezinárodních zápasů
- Steven Naismith - uveden 2019, 51 mezinárodních zápasů
- Alan Hutton - uveden 2016, 50 mezinárodních zápasů

### Skotská sportovní síň slávy
Do Skotské sportovní síně slávy byli uvedeni tři hráči Rangers:
- Jim Baxter - uveden 2002
- John Greig - uveden 2002
- Ally McCoist - uveden 2007